# Chùa Thiên Bửu (thượng)

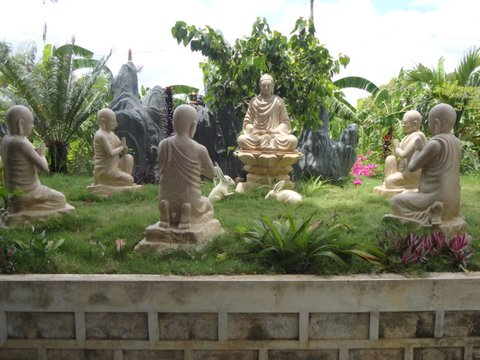
Một góc sân chùa Thiên Bửu

Chùa Thiên Bửu (thượng) là một ngôi chùa cổ tọa lạc tại thôn Điềm Tịnh, xã Ninh Phụng, thị xã Ninh Hòa, tỉnh Khánh Hòa. Chùa do Hòa thượng Tế Hiển - Bửu Dương khai sơn vào khoảng triều Lê Cảnh Hưng, trước năm 1763 (1)

## Kiến trúc
Chùa được kiến trúc theo kiểu chữ "Môn" gồm Chánh điện, Đông lang, Tây lang. Chánh điện có 3 gian, bài trí tôn nghiêm. Gian giữa ngôi chánh điện đặt pho tượng Phật Thích Ca ngồi cao lớn sơn son thếp vàng, cùng nhiều tượng Phật khác như Phật A Di Đà, Phật Di Lặc... Gian bên trái thờ đức Quán Thế Âm Bồ Tát, gian bên phải thờ Ông, tức Quan Công. Nhà Tây thờ vị sơ Tổ Thiền tông Bồ Đề Đạt Ma, cùng bài vị của Tổ khai sơn và các vị trụ trì.

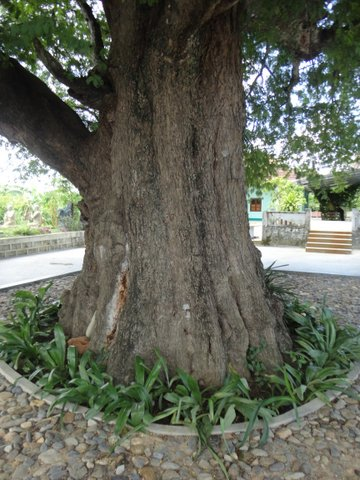
Gốc cây me khoảng 3-4 trăm năm tuổi trong khuôn viên chùa Thiên Bửu thượng

## Các câu đối trong chùa
Trong chùa có các câu đối:
Trước tiền đường của Tổ Phước Tường:
Thiên đạo hoằng khai, thiên cá tu hành thiên cá đắc
Bảo vân quảng nhuận thất trùng lan thuẫn thất trùng tu.
Tạm dịch:
Chánh pháp mở ra, ngàn kẻ tu hành ngàn kẻ được
Mây lành toả khắp, bảy hàng cây báu bảy hàng tu.
Trước sân:
Điềm lãng phất khai kim thế giới
Tịnh trần lộ xuất ngọc lâu đài.
Tạm dịch:
Sóng lặng mở toang kìa cực lạc
Bụi trong ra khỏi cảnh ta bà.
Trước cổng tam quan:
Thiên nhân cung kính Thế Tôn, phước huệ viên dung khai giác lộ.
Bửu địa trang nghiêm Phật tổ. nhân duyên thành tựu khải từ môn
Tạm dịch
Trời người cung kính Thế Tôn phước huệ tròn đầy mở đường giác
Đất quý trang nghiêm cõi Phật, duyên lành viên mãn khải từ môn
Cổng bên phải "Bồ Đề Viện" có câu đối "Đáo thử thiền môn yếu dĩ từ bi khởi niệm"
Cổng bên trái: "Bát Nhã Môn" với câu đối "Đăng ư giác địa duy kỳ hỉ xả vi tâm"
Đúng là: 
Đi đến của chùa đem lòng hỉ xã.
Bước vào cảnh Phật giữ dạ từ bi.

## Tháp Bửu Dương

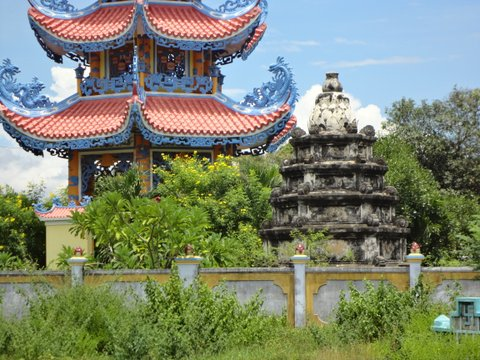
Tháp Bửu Dương nơi an nghỉ của Tổ sư khai sơn

Tháp Bửu Dương là nơi an nghỉ của tổ sư khai sơn Hoà thượng Tế Hiển - Bửu Dương, cấu trúc hình chữ kim bát giác đứng trên bệ đế tám cạnh. Tháp cao 5,5m, trên đỉnh có mô hình hoa sen đỡ bầu rượu, tất cả có 7 tầng vị chi 56 mặt và 56 góc, 56 góc của tháp gắn 56 đầu rồng. Chung quanh tháp bao bọc bờ thành cao 1m rộng 6 tấc, bốn góc thành xây đắp 4 hoa sen. Tầng trên cùng, ba mặt trước trang trí hình lưỡng long tranh châu, các mặt chung quanh còn lại đắp hình những linh vật kỳ lân phụng hoàng. Kế dưới là tầng có 40 mặt chạm trổ chữ bùa, hình mai lan cúc trúc... Tầng dưới cùng phía trước đặt tấm bia, 7 mặt còn lại khắc các bài kệ bài tán bằng thể ngũ ngôn hay bát cú.